# 十事
十事或十净，是佛教上座部諸律藏記載中，佛滅百年後毘舍離僧團所行的違背戒律規定的十件事情，又稱十事非法、十非事、十事不合律制。東西部僧團對“求乞金錢”非法與否有諍論，因而發起了七百集結。
大眾部《摩訶僧祇律》中，只有記載“求乞金銀”一事。東西部僧團對待戒律執行的不同態度，可能導致了日後佛教的根本分裂，西部僧團成立上座部，東部僧團成立大眾部。

## 七百結集
現存所有律藏都記載，印度西部摩偷羅國的上座耶舍比丘，往東方毗舍離城，見當地的跋耆族比丘，在布薩日向民眾求乞金錢，認為非法，向民眾宣說此為非法，導致當地比丘趕他出城。耶舍比丘回西方，動員其他大德比丘前往毘舍離，跋耆族比丘也動員，與西方比丘辯論戒律，結果有七百人集會。上座部諸律藏記載此次結集起因為十事，發生在佛陀滅度之後百年，雙方在第二次結集時為防止無法形成一致意見，由東西方各推舉四人的八大長老於別處表決為「十事非法」形成最後結論。

## 十事內容
上座部律藏對十事的記載除《五分律》有出入外基本相同，下面以《巴利律藏》為例：
1. 角鹽淨：可以蓄鹽於角器中隨時食用。
2. 二指淨：如未吃飽，可以於規定時間後經二指量（日影）之時間內，繼續進食。
3. 他聚落淨：即在一食之後，仍可至另一聚落復食。
4. 住處淨：同一教區內之各群比丘，可以在各居處舉行布薩。
5. 贊同淨：於眾議表決之時，可以先別眾進行羯磨，再徵得全體比丘眾之同意。
6. 所習淨：可以隨順和尚阿闍黎之常習。
7. 生和合（不攢搖）淨：可以飲食未經攪拌去脂之牛乳。
8. 飲闍樓淨：可以飲用未發酵或半發酵之椰子汁（即闍樓）。
9. 無緣座具淨：縫製坐具可以不貼邊，大小隨意。
10. 金銀淨：可以受取貨幣與金銀等財物供養。

## 諍論焦點
現代研究認為，在十事除受蓄金錢之外其他九事中，七事屬於小小戒問題，二事屬於布薩與羯磨制度問題，有疏忽懈怠的情況則需重申律藏有關規定。至於受取金錢之事，佛教戒律規定由淨人來處理與金錢有關的事宜，明確規定僧侶不可受蓄，諍論的主要焦點在於能否求乞金錢。
在戒經（波羅提木叉）中，規定比丘不得「捉取」金銀，但並沒有規定不得「求乞」金銀。部分比丘引用《雜阿含經·摩尼珠髻聚落主經》的記載，主張不得求乞，如《十誦律·七百比丘集滅惡法品》：
|  | 長老耶舍陀，聞是事已，知是事作非法，遣使詣毘耶離諸白衣所，語言：沙門釋子，不應乞金銀寶物畜，佛種種因緣，為摩尼周羅聚落主說法：「從今日，比丘，須薪乞薪，須草乞草，須乘借乘，須作人借作人。沙門釋子，是中佛不聽乞金銀寶物畜。」 |

但是另一部分比丘所持此經的文句與之有所差異，如《四分律·七百集法毘尼》記載：
|  | 耶舍伽那子比丘，至毘舍離優婆塞所，語如是言：……世尊在王舍城時，……珠髻長者，後於異時，往世尊所。……佛言：「……我作是說，聽為竹葦草木故，求乞金銀，終不應自受取金銀，是故離奢。」以此因緣，沙門釋子，不應受取金銀，棄捨珠寶，不著飾好離奢。 |

認為此經只是說不得為自己受取金銀，可以為建造房屋求乞金錢。

## 影響
南傳佛教《島史》記載：在這事件後，跋耆族惡比丘召集了一萬僧眾，自行集結出經典與戒律竄改佛教教義。由於他們人數眾多，後世因此稱他們為大眾部；這是佛教的第一次分裂，又稱為“根本分裂”。
大眾部律藏記載七百集結只因「求乞金錢」一事，大眾合誦律藏並重申了求乞金錢非法。十事諍論導致佛教僧團分為了主張無條件嚴守戒律的西部僧團，和主張在戒律的一些執行細節上可以依據四大教取捨的東部僧團。因為大眾部同樣記載了第二次結集的過程及結論，根本分裂發生的時間，可能晚於第二次集結。
平川彰認為，十事的記載，只存在上座部系的律藏；大眾部只有記載受取金銀一事，除受取金銀之外的九事，不是七百結集的直接起因，十事成立的時間較晚，可能是後世補入七百結集記載之中的。